# Geojedo
Geojedo (koreanisch 거제도) ist die Hauptinsel von Geoje. Sie liegt an der Südostküste der Provinz Gyeongsangnam-do in Südkorea und somit am Japanischen Meer. Mit dem Festland ist die Insel durch zwei etwa 740 Meter lange Brücken (errichtet 1971 und 1999) vom nahen Tongyeong verbunden. Die größte Stadt der Insel ist Sinhyeon.

## Geographie
Geojedo nimmt eine Fläche von etwa 390 km² ein; womit es nach Jejudo die zweitgrößte Insel Südkoreas ist. Die Landschaft präsentiert sich vornehmlich bewaldet und gebirgig. Verschiedene Gipfel sind beispielsweise Garan (580 m), Gyerong (554,9 m), der Scharmützelberg (465,5 m), Daegeum (437,5 m) und Googsabong (400 m). Geojedo ist für seine reichhaltigen Granitvorkommen bekannt. Der südliche Streifen  Geojedos gehört zum Meeresnationalpark von Hallyeo. Die von 62 weiteren Eilanden (davon 10 bewohnt) umgebene Küste weist mehrere Naturhäfen auf. Im Juli 2022 zählte die Insel 238.192 Einwohner.

## Geschichte
Den Namen Geojedo trägt die Insel seit dem Jahr 575. Während der Goryeo-Dynastie (918–1392) erhielt sie den Namen Geoje-hyeon, in der Joseon-Dynastie (1392–1897) wurde sie in Geoje-gun umbenannt. In der Vergangenheit wurden auch ab und an koreanische Gelehrte auf die Insel verbannt. Am 5. Mai 1592 trafen vor der Küste bei der Schlacht von Okpo die japanische und koreanische Flotte aufeinander, woraus ein überwältigender Sieg Koreas resultierte. Außerdem befand sich während des Koreakriegs auf der Insel das größte Kriegsgefangenenlager. Das Lager, in dem etwa 170.000 Kriegsgefangene einsaßen, wurde mittlerweile als Museum restauriert.

## Wirtschaft
Der Schiffbau ist der wichtigste Industriezweig der Insel. Sowohl die zweit- als auch die drittgrößte Werft Koreas befinden sich hier (in Okpo und Gohyeon). Etwa 18 % der Insel werden landwirtschaftlich kultiviert, Anbauprodukte sind neben Reis und Weizen tropische Früchte. Auch die Fischerei und Fischzucht hat einen hohen Stellenwert.

## Tourismus
Auch als Tourismusgebiet ist die für die „Acht Sehenswürdigkeiten“ bekannte Insel dank der schönen Sand- und Kieselstrände, der Kamelien und Pinienwälder und des klaren Wassers sehr beliebt. Hier zählen Haegeumgang und die Insel Oedo mit einer großen Blumenzucht zu den größten Anziehungspunkten. Die Küste ist von Felsen mit ausgefallenen Formen eingerahmt.
Auf der benachbarten Insel Hageumgang gibt es einen Stein in Drachenform, an dem man sich der Legende nach etwas wünschen kann. Da außerdem die Mär umgeht, dort sei das Elixier der ewigen Jugend zu finden, sandte der chinesische Kaiser Qinshihuang einmal 3.000 Leute aus, um dieses zu finden.

## Museen
- Haegeumgang Theme Museum (해금강테마박물관) zeigt moderne Malerei und Objekte zur Geschichte Koreas. Es befindet sich im Dorf Galgot, Nambumyeon (거제시 남부면 갈곶리)[2]
- Geoje Shipbuilding Marine Cultural Center, zeigt folklore Kunst des Fischerdorfes und ist das Museum des Schiffbaus. Es befindet sich im Dorf Jisepo, Ilunmyeon.
- Geoje Museum(거제박물관) in Okpo, zeigt lokale Untensilien und Kunsthandwerk der Bewohner von Geoje